# Trachelas costatus
Espèce
Trachelas costatus est une espèce d'araignées aranéomorphes de la famille des Trachelidae.

## Distribution
Cette espèce se rencontre au Pakistan au Pendjab vers Murree et en Inde au Jammu-et-Cachemire vers Leh,.

## Description
Les femelles mesurent de 5,29 à 6,22 mm.

## Publication originale
- O. Pickard-Cambridge, 1885 : Araneida. Scientific results of the second Yarkand mission. Calcutta, p. 1-115 (texte intégral).